# Federkontaktstift

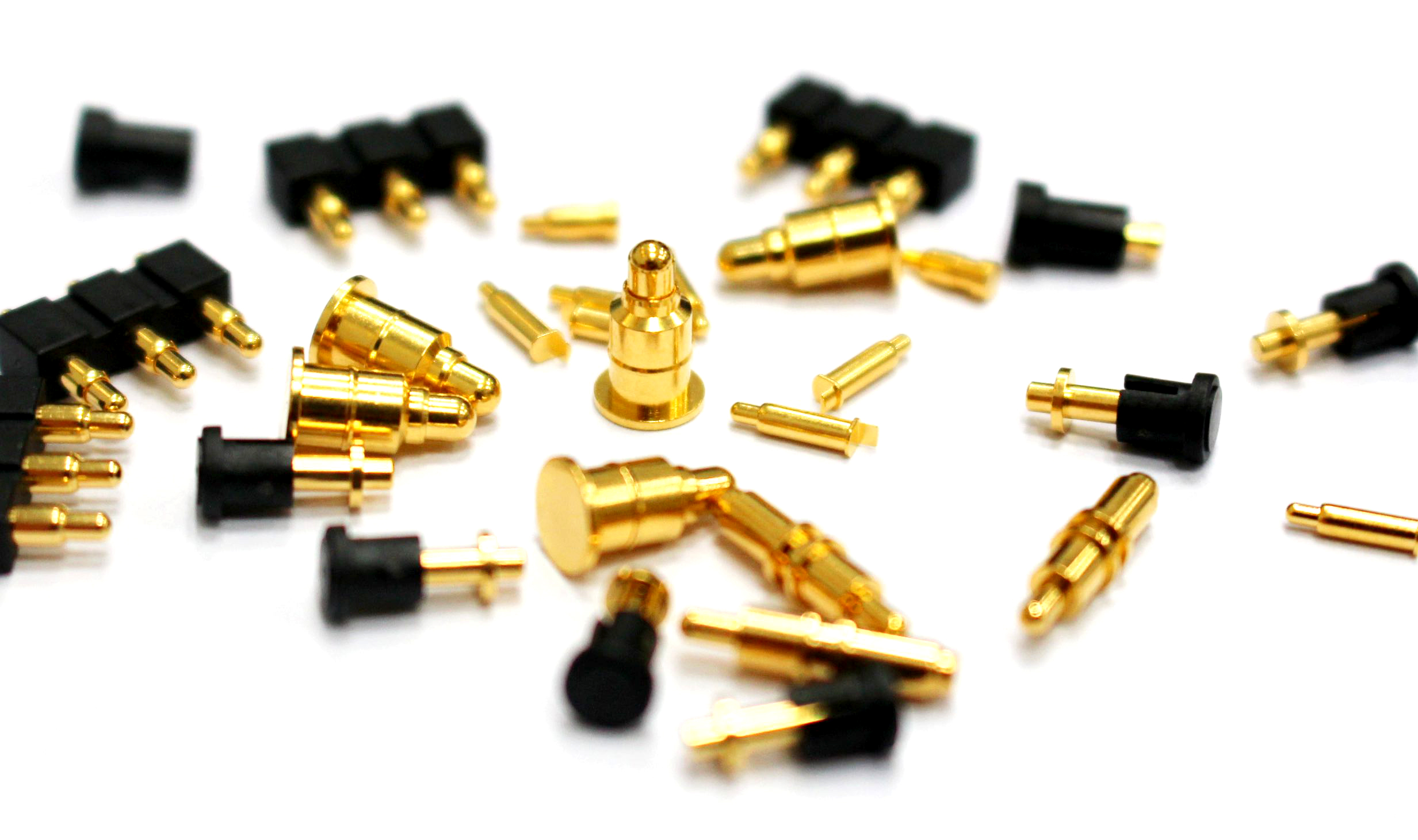
Verschiedene Federkontaktstifte

Federkontaktstifte (kurz Federkontakte oder Federstifte) sind Kontaktierungselemente, die für die Prüfung von Leiterplatten, elektronischen Baugruppen, Bauteilen wie Steckverbindern und anderen Komponenten in der Elektronikindustrie verwendet werden.
Andere Einsatzgebiete sind lösbare Verbindungen in Akku-Ladestationen, Batteriefächern von mobilen elektronischen Geräten und ähnlichen Anwendungen. Wie der Name schon verrät, wird die Kontaktierung, also das Schließen eines elektrischen Stromkreises, nicht wie bei Steckverbindern durch das Einstecken eines Stiftes in eine Buchse erzeugt, sondern durch Antastung mittels eines federunterstützten Stiftes. Andere Bezeichnungen aus dem Fachjargon der Prüftechnik sind Testpin, Prüfspitze, gefederter Kontakt, Prüfpin oder auch Pogo-Pin, wobei Letzteres jedoch das eingetragene Warenzeichen eines US-amerikanischen Herstellers ist. Englische Bezeichnungen sind Spring Contact Probe, Testprobe oder Spring Probe, auch die Begriffe Spring Loaded Contact und Spring Loaded Connector werden verwendet, wofür sich die Abkürzung SLC durchgesetzt hat.

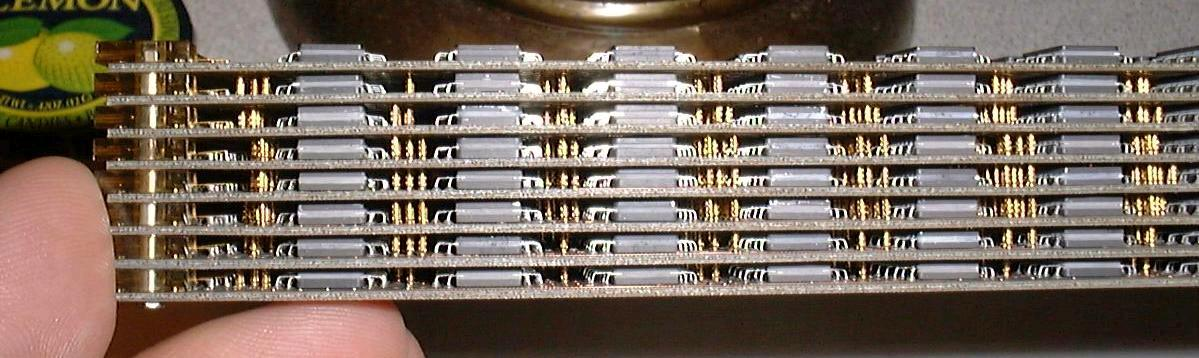
Federkontaktstifte zwischen Leiterplatten

## Aufbau und Funktionsprinzip

Schematischer Aufbau

Bis auf einige spezielle Bauformen, auf die später eingegangen wird, besteht der Federkontakt aus drei Bauteilen: einem Führungsröhrchen (auch Stifthülse oder Gehäuse genannt), einer Feder und einem Kolben. Die drei Bauteile werden durch spezielle Crimptechniken auf solche Weise miteinander verbaut, dass sie nicht mehr auseinanderfallen können, der Kolben aber dennoch in Längsrichtung einen gewissen Federweg frei ausführen kann. Beim Verbauen der Einzelteile wird die Druckfeder vorgespannt, wodurch der Federkontaktstift in seiner Nullstellung schon über eine gewisse Anfangskraft – üblich als Vorspannung bezeichnet – verfügt. Die als Nominalwert dem Produkt zugeordnete Federkraft erreicht der Kontakt nach dem so genannten Nennfederweg, der in der Regel bei 2⁄3 des maximal möglichen Federwegs liegt. Meist ist dieser Nennfederweg auf die Konstruktion des Prüfadapters abgestimmt, in den der Federkontaktstift eingebaut wird.
Die Form und Größe des eigentlichen Tastkopfes vorne an der Spitze des Federkontaktstifts kann in teils großer Vielfalt variieren. So hat oft der Anwender seine eigenen Vorlieben und Wünsche, die er gerne umgesetzt sehen möchte, und die verschiedenen Bauformen an Steckerzungen, Lötflächen usw. setzen entsprechend viele verschiedene Varianten voraus.

## Marktstandards
Marktüblich sind maximale Federwege von etwa 2 mm bis 12 mm, je nach Art und Aufbau des Prüfadapters, in den die Federkontakte meist eingebaut werden. Im Durchmesser sind Federkontaktstifte abhängig vom Abstand der Prüfpunkte auf der Leiterplatte untereinander. Dieses Abstandsmaß wird als Rasterabstand, Rastermaß oder Pitch bezeichnet. Übliche Abstände sind 2,54 mm, 1,91 mm und 1,27 mm – jeweils angelehnt an das Zoll-Maßsystem. So haben beispielsweise viele Steckverbinder einen Abstand von 1⁄10 Zoll (oder 2,54 mm) zwischen den Steckerstiften. Auf der Leiterplatte sind dann folglich die Lötaugen oder Durchkontaktierungen in diesem Rasterabstand angelegt, und um diese beim elektrischen Test kontaktieren zu können, müssen die Federkontaktstifte in das Raster 2,54 mm passen.
Weitere heute übliche Standardraster in der Elektronik sind 1,91 mm (entsprechend 75 mil oder 0,075 Zoll) und 1,27 mm (50 mil oder 0,050 Zoll).
Die entsprechenden Federkontaktstifte sind vom Durchmesser her auf diese Abstandsmaße hin konzipiert. So besitzt ein Standard-Federkontakt für 2,54-mm-Raster (also 1⁄10-Zoll-Raster) einen Gehäusedurchmesser von ca. 1,37 mm bis max. 1,66 mm und hat damit genügend Abstand zum nächsten Kontakt, um Kurzschlüsse zu vermeiden.

## Steckhülsen
Eine weitere Besonderheit sind die üblicherweise verwendeten Steckhülsen (englisch Receptacles). Da der Federkontaktstift sehr häufig zum Einsatz kommt und nach einer gewissen Zeit des Gebrauchs verschlissen ist, wird er zwecks einfacher Austauschbarkeit in eine Steckhülse eingesetzt. Der Austausch kann durch einfaches Herausziehen des verschlissenen Kontaktes und Einsetzen eines neuen durchgeführt werden. Die elektrische Anschlussleitung (gelötet oder in Wire-Wrap-Technik gewickelt) verbleibt dabei unverändert und unberührt an der Steckhülse. In die Berechnung des Mindestabstands im jeweiligen Einbauraster (Pitch) ist natürlich der Außendurchmesser der Steckhülse ausschlaggebend.

## Federkraft
Die Federkraft des einzelnen Federkontaktstifts ist eine weitere variable Größe. Meist stehen innerhalb einer Baureihe mehrere verschiedene Federkraftoptionen zur Auswahl. Hier muss der Kompromiss zwischen zuverlässiger Kontaktkraft einerseits, und Gesamtkraft aller Federkontakte in einem Prüfadapter andererseits getroffen werden. In der Regel erzielt man eine zuverlässige Kontaktierung von verlöteten Testpunkten auf einer bestückten Leiterplatte mit einer Federkraft von 1,5 N (ca. 150 Gramm) oder mehr. Weist nun aber ein Prüfadapter eine Gesamtmenge von angenommen 1.000 Stück Federkontakte auf, so führt dies zu einer Gesamtkraft von 1.500 Newton (oder in etwa 150 kg), die der Prüfadapter mechanisch überwinden muss.
Anders ausgedrückt: die bestückte Baugruppe muss mit einer Kraft von mindestens 1.500 N auf das Nadelbett aus Federkontakten gepresst werden, um die gewünschte Prüfkontaktierung herzustellen.
In den Abteilungen für Qualitätsprüfung der Elektronikhersteller findet man daher sehr häufig Vakuumadapter im Einsatz. Der Vakuumadapter bedient sich eines einfachen physikalischen Prinzips: evakuiert man die Luft aus einer abgedichteten Kammer, so drückt die atmosphärische Luft der Umgebung mit gleichmäßiger Verteilung auf die Wände dieser Kammer. Beim Vakuumadapter ist die zu prüfende Baugruppe gewissermaßen der Deckel einer quaderförmigen Kammer und wird folglich mit einer Kraft von ca. 10 N/cm² (theoretischer Wert bei 100 % Vakuum) nach unten gepresst. In der Praxis wird ein Vakuum von 70 % bis 80 % erzielt, folglich wären das 7 bis 8 N/cm². Das Problem beim Vakuumadapter ist aber, dass diese Werte nur dann erzielt werden, wenn die Vakuumkammer ausreichend dicht ist. Jede kleine Leckstelle vermindert den Wirkungsgrad sofort dramatisch. So, wie die zu prüfende Baugruppe den „Deckel“ der Vakuumkammer darstellt, bildet die Nadelträgerplatte mit den installierten Federkontaktstiften dessen Boden. Folglich müssen alle darin installierten Steckhülsen und Federkontakte luftdicht ausgeführt sein, um nicht als Summe vieler winziger Leckstellen das Vakuum zu zerstören.

## Produktmerkmale
Da der Federkontaktstift ein wesentliches Element in der Qualitätsprüfung von hochwertigsten elektronischen Baugruppen darstellt, sind die qualitativen Anforderungen an dieses Bauteil sehr hoch. Die wichtigsten sind:
- möglichst niedriger ohmscher Widerstand
- dabei möglichst konstanter Widerstandswert, auch über längere Verwendungsdauer hinweg
- möglichst langlebige Feder mit konstanter Federkraft
- möglichst schmutzabweisende Oberfläche, um kontaktmindernde Anhaftungen von Kontaminationen (Flussmittelreste, Zinnoxide, andere Stoffe aus dem umgebenden Raum) zu vermeiden

Sonderausführungen für spezielle Anwendungsgebiete ermöglichen die Übertragung von sehr hohen Strömen (20 bis 400 A), besitzen eine eingebaute Schaltfunktion oder sind für die Übertragung von hochfrequenten Signalen geeignet (Koaxial-Federkontakte mit Schirmung).
Für die mannigfaltigen Applikationen in der Elektronik haben sich über die vergangenen 20 bis 30 Jahre sehr viele unterschiedliche Tastkopfformen entwickelt, immer in dem Bemühen, eine auf die Kontaktierungsstelle hin optimal angepasste Gegenfläche zu schaffen. Da es immer wieder neue Entwicklungen auf dem Gebiet der Leiterplatten- und Baugruppentechnologie gibt, ist auch bei der Schaffung neuer Formen und Größen der Federkontaktstifte kein Ende abzusehen.
Im weltweiten Markt haben sich gewisse Standards etabliert, die jedoch bislang noch nicht in konkreten Normen oder ähnlichen Standards festgelegt wurden. So verfügen quasi alle namhaften Hersteller über eine gewisse Typenauswahl, die mit Bauformen der anderen Hersteller kompatibel sind. Darunter ist zu verstehen, dass die Federkontaktstifte hinsichtlich ihrer geometrischen Größe und der Federwege und -kräfte austauschbar sind und in die Steckhülsen der anderen Hersteller passen. In ihrem Innenleben, bei den verwendeten Oberflächenbeschichtungen und Grundmaterialien setzt aber jeder Hersteller sein eigenes Prinzip ein, und hier liegen auch die qualitativen Unterschiede.
Bedeutende Hersteller für diese Nischenprodukte sind in Deutschland, Japan und den USA zu finden.

## Materialien / Werkstoffe
Da es sich beim Federkontaktstift um ein Kontaktelement handelt, sind im Normalfall nur gute elektrische Leiter als Werkstoffe zu verwenden.
Übliche und allgemein verwendete Werkstoffe sind:
- Berylliumkupfer CuBe für die Kolben / Tastköpfe

alternativ: um die mechanische Stabilität zu erhöhen, werden Kolben mit aggressiven Kopfformen aus Stahl gefertigt
- Messing oder Neusilber für die Gehäuse
- Federstahldraht, Edelstahl oder Berylliumkupfer für die Druckfeder

## Oberflächen
Wie bei anderen Kontaktelementen – beispielsweise in Steckverbindern – erhalten auch die Einzelteile von Federkontaktstiften eine hochwertige Oberflächenbeschichtung. Zum einen wird dies notwendig, um die elektrische Leitfähigkeit zu verbessern, zum anderen müssen die Grundwerkstoffe aus Cu-Legierungen oder Stählen vor Korrosion und Oxidation geschützt werden.
Übliche Oberflächenveredelungen sind:
- Hartgold (Vergolden), Nickel (Vernickeln) oder Rhodium für die Kolben
- Hartgold für die Gehäuse und Steckhülsen
- Silber oder Gold für die Druckfedern

Zur Vermeidung von Anhaftungen an den Kontakten, die vor allem durch die Einführung von bleifreiem Loten in der Elektronikindustrie zu massiven Problemen führten, gibt es beispielsweise eine Neuentwicklung aus dem Sektor der Nanotechnologie. Diese als XXLonglife-Oberfläche bezeichnete Nanobeschichtung vermeidet Schmutzanhaftungen und sorgt für extrem lange Lebensdauer im Vergleich zu konventionell vergoldeten Kontakten.

## Technologien
Für die Herstellung der Komponenten von Federkontaktstiften sind die folgenden Grundtechnologien notwendig:
- Drehteilefertigung (CNC-technisch und konventionell), vergleichbar mit der Uhrenindustrie
- Tiefziehen von Hülsen
- Rohrverarbeitung
- Federwindetechnik
- Galvanische Veredelung
- Handhabung und Montage von Präzisionsteilen

Einige wenige Hersteller verfügen über eigene Kompetenz und Fertigungstiefe auf allen diesen Gebieten, andere wiederum lassen die Komponenten von geeigneten Zulieferern fertigen und beschränken sich auf die Montage des Fertigprodukts. Grundsätzlich sagt dies nicht viel über die Qualität des Endprodukts aus, hinsichtlich der Flexibilität bei Sondertypen, neuen Bauformen oder kundenspezifischen Wünschen sind natürlich die Hersteller mit großer Fertigungstiefe im Vorteil.

## Einsatz im Starrnadeladapter
Beim Starrnadeladapter werden die Federkontaktstifte in einem feinen Raster (> 0,6 mm) angeordnet um eine hohe Testpunktdichte zu erreichen. Von diesen Rasterpunkten aus wird dann die Kontaktierkraft der Kontaktfederstifte über eine Starrnadel auf den gewünschten Testpunkt ausgelenkt. Diese Adapterbauart hat den Vorteil, dass bis zu 280 Testpunkte/cm² aufgelöst und Kontaktierabstände > 150 µm realisiert werden können.